# 祖己
祖己（？—？），又作孝己，是商朝武丁的嫡长子，以其苦孝有名。
殷墟甲骨卜辞作且己，又作“小王”、一期卜辞作“兄己”，康丁卜辞作“小王父己”，帝乙、帝辛卜辞作“且己”（祖己），《史记·殷本纪》称為祖己，《帝王世纪》作孝己，《太平御览》、《帝王世纪》作为武丁嫡长子。
《史記·殷本紀》、《尚书·高宗肜日》記載「帝武丁祭成湯，明日，有飛雉登鼎耳而呴，武丁懼。祖己曰：『王勿憂，先修政事。』」武丁遂「修政行德」，商朝再度復興。
《太平御览》卷八十三载孝己母亲（《尚书·毋逸》《竹书纪年》作妣戊）早死，继母妣辛虐待孝己。并捏造事实、诽谤孝己。父亲武丁听信，流放孝己，饿死于野外，妣辛生祖庚（且庚）即武丁位为商王。
殷人周祭祀谱中，祖己位居武丁之后，祖庚之前。郭沫若、韩江苏等认为祖己被立为太子，但先武丁而死，所以受到殷人的周祭。江林昌认为祖己曾经称王。